# Jazz Oracle
Jazz Oracle var ett kanadensiskt skivbolag, baserat i Toronto, vilket specialiserar sig på CD-återutgivningar av jazz och dansmusik från 1920- och 1930-talen.
Utgåvorna bestod ofta av kompletta återutgivningar av enskilda artisters samlade inspelningar, men också av urval av intressanta inspelningar av vissa artister eller från särskilda skivmärken eller inspelningsplatser. Ofta ingår ovanliga utgåvor eller tidigare outgivna provpressningar i materialet. Skivorna har i regel mycket fylliga texthäften skrivna av olika experter och innehållande ovanligt bildmaterial.
Den kände jazzmusikern och ljudteknikern John R.T. Davies (1927-2004) stod fram till sin död för bolagets samtliga ljudöverföringar. Han ingick också i bolagsledningen.
Jazz Oracles utgivning omfattade 2018 ett drygt 70-tal utgåvor. Bland återutgivna artister märks Tommy och Jimmy Dorsey, Red Nichols, Charley Straight, Ben Pollack, Jack Purvis, Cliff Jackson, Mike Mosiello, Fess Williams, Adrian Rollini och ett stort antal mer obskyra musiker och orkestrar.
2020 förvärvades Jazz Oracle av det brittiska skivbolaget Upbeat som fortsatt att saluföra dess skivor under det tidigare namnet.